# Błonie (Sainte-Croix)
Pour les articles homonymes, voir Błonie.
Błonie est une localité polonaise de la gmina de Koprzywnica, située dans le powiat de Sandomierz en voïvodie de Sainte-Croix.